# Auburn (New Hampshire)
Pour les articles homonymes, voir Auburn.
Auburn est une municipalité américaine située dans le comté de Rockingham au New Hampshire. Selon le recensement de 2010, sa population est de 4 953 habitants.

## Géographie
La municipalité s'étend sur 28,70 milles carrés (74,33 km2), dont 3,50 milles carrés (9,06 km2) d'étendues d'eau. Une partie du lac Massabesic (en) se trouve en effet sur le territoire d'Auburn.

## Histoire
La localité est fondée vers 1720. Elle fait alors partie de Chester et est appelée Chester Woods, Chester West Parish ou Long Meadow. Auburn devient une municipalité en 1845. Son nom est une référence au poème The Deserted Village d'Oliver Goldsmith.

## Démographie
La population d'Auburn est estimée à 5 359 habitants au 1er juillet 2016.
Le revenu par habitant était en moyenne de 43 896 dollars par an entre 2012 et 2016, au-dessus de la moyenne du New Hampshire (35 264 dollars) et de la moyenne nationale (29 829 dollars). Sur cette même période, 2,7 % des habitants d'Auburn vivaient sous le seuil de pauvreté (contre 7,3 % dans l'État et 12,7 % à l'échelle des États-Unis).